# Der Ball des Comte d’Orgel
Der Ball des Comte d’Orgel ist ein Roman des französischen Schriftstellers Raymond Radiguet. Er wurde 1924 postum bei Éditions Grasset veröffentlicht.

## Inhalt
Der Roman, eine Dreiecksgeschichte von einer Frau und zwei Männern, spielt in Paris um 1920 im Milieu der Pariser Gesellschaft, die sich aus Mitgliedern des Erb- und Geldadels, aus russischen Emigranten, Diplomaten und erfolgreichen Emporkömmlingen zusammensetzt.
Glanzvoller Mittelpunkt der Gesellschaft ist der aus altem Adel stammende Comte Anne d’Orgel, der berühmt ist für seine Bälle. Er ist verheiratet mit der wesentlich jüngeren Mahaut Grimoard de la Verberie, einer Kreolin aus Martinique.
Mahaut liebt ihren Mann über die Maßen, „der ihr dafür viel Dankbarkeit und aufrichtige Freundschaft bewies, die er mit Liebe verwechselte“ (S. 13.) Bei einem Besuch im Zirkus Médrano lernen die beiden den jungen François de Séryeuse kennen, er gefällt Anne d’Orgel, man bleibt nach dem Zirkusbesuch zusammen, fährt in die Vorstadt zum Tanz.
François beobachtet, in welcher Harmonie das Paar tanzt, beneidet sie „selbstvergessen“, „bei ihm ging die Eifersucht der Liebe voraus“ (S. 37). Er wird zum Frühstück am nächsten Morgen eingeladen, und mit der Zeit wird er häufiger Gast im Haus des Comte, und mit der Zeit verlieben sich François und Mahaut ineinander, ohne sich dessen so recht bewusst zu sein. François’ Mutter, zu der er ein unterkühltes Verhältnis hat, lädt die Orgels zu sich ein. Sie findet schnell Kontakt zu der jungen Frau, die in ihr eine Freundin sieht. Zu seinem Entzücken entdeckt Anne d’Orgel, dass die Familie seiner Frau und François’ Familie mit Joséphine Beauharnais verwandt sind, François ihm daher ebenbürtig ist. Was Mahaut zunächst beruhigt und den Comte begeistert, ist die Ursache für ein Gerücht, das von einem der Diener, die sich ihre eigene Meinung über den engen Umgang der drei miteinander gebildet haben, mit der Bemerkung „auf die Dauer musste es Monsieur so bequemer finden“ in die Welt gesetzt, sich schnell in Paris verbreitet.
Zurück aus den Sommerferien, sehen sich die Orgels und François fast jeden Tag, und Mahaut wird sich ihrer Liebe zu François bewusst. Sie ist von ihren Gefühlen verwirrt und überwältigt, sie fühlt sich ihrem Ehemann zur Treue verpflichtet. In ihrer Verzweiflung schreibt sie in einen Brief an François’ Mutter, dass sie François liebt. Sie bittet sie dafür zu sorgen, dass er nicht mehr das Haus der d’Orgels betritt. Ihre Blässe und Mattigkeit bekümmern den Ehemann, die Ursache ahnt er nicht. Um sie abzulenken, macht er sich an die Organisation eines Kostümballs. Bei übermütigen Kostümproben, die bei Anne und seinen Gästen unvermittelt ausarten, wird Mahaut ohnmächtig, der Schlusspunkt eines verpatzen Abends. Mahaut bittet ihren Ehemann zu einem Gespräch in ihr Schlafzimmer, dem es „ganz unglaublich [scheint], dass eine Frau ihrem Mann etwas zu sagen hätte“ (S. 169), Ruhig und gefasst erklärt sie ihm, dass sie François liebt. Ihr in klare und trockene Worte gefasstes Geständnis stößt bei ihm auf Unglauben und völliges Unverständnis. Als sie dann noch anfängt, sich anzuklagen, hält er „das Geständnis selbst und alles andere für unwahr.“ Erst als sie ihm erzählt, dass auch Mme de Seyrieuse über alles informiert ist, nimmt er ihr Geständnis ernst, allein die Aussicht auf einen Skandal bringt ihn kurz aus dem Gleichgewicht. Er denkt nur daran, wie unter Gewahrung der Form der Schaden begrenzt werden könnte „und sparte sich [...], seine Herzensängste für später auf“ (S. 174). Ein Abgrund öffnet sich zwischen dem Ehepaar, auf der einen Seite eine nicht mehr rasende, sondern eine versteinerte Mahaut, auf der anderen Seite der Comte auf seinem „Planeten, der nichts von der Verwandlung gemerkt, die sich vollzogen hatte“.

## Film
Der Roman wurde 1970 von Marc Allégret unter dem gleichen Titel verfilmt. Das Drehbuch schrieben Marc Allegret und Philippe Grumbach, an den Dialogen war Françoise Sagan
beteiligt, Jean-Claude Brialy (Anne d’Orgel), Bruno Garcin (François de Séryeuse), Sylvie Fennec (Mahé d’Orgel) und Micheline Presle (Madame Séryeuse) spielten die Hauptrollen. Der Film wurde 1970 auf dem Festival in Cannes außerhalb des Wettbewerbs gezeigt.

## Ausgaben und Übersetzungen
Bernard Grasset publizierte den Roman 1924 in seinem Pariser Verlag, versehen mit einem Vorwort von Jean Cocteau. Die Gesamtauflage, zu der auch die bibliophilen Ausgaben zählen, betrug 1535 Exemplare. 10 nummerierte Exemplare waren auf China-Papier gedruckt, 25 ebenfalls nummerierte auf Japan-Papier.
Die auf Velin gedruckte Ausgabe hatte eine Auflage von 250 nummerierten Exemplaren. Eine weitere bibliophile Ausgabe des Romans war in der Buchbinderei Semet & Plumelle, die auf bibliophile Ausgaben spezialisiert war, gebunden worden. Eine von der Druckerei Floch in Mayenne für Grasset besorgte Ausgabe mit einem Porträt Radiguets von Picasso hatte eine Auflage von 30 Stück, der Text war auf Japanpapier gedruckt, der Einband aus rotem Maroquin, und jedes Buch befand sich in einer eigenen Schmuckschatulle.
Malcolm Cowley hat das Buch 1929 unter dem Titel The Count’s Ball ins Englische übersetzt, eine Neuübersetzung von Violet Schiff mit dem Titel Count d’Orgel Opens the Ball erschien 1952 und wurde 2001 in der Pushkin Collection unter dem Titel Count d’Orgel neu herausgegeben. Die jüngste Übersetzung ins Englische aus dem Jahr 1989 stammt von Annapaola Cancogni.
Peter Suhrkamp brachte das Buch 1953 in einer Übersetzung von Gertrud von Holzhausen in seiner Bibliothek Suhrkamp heraus.

## Ausgaben
- Le bal du Comte d’Orgel. Paris, Grasset 1924. [Erstausgabe]
- Le bal du Comte d’Orgel. Préface de Bernard Pingaud. Paris, Ed. Flammarion 2010. ISBN 2-07-037476-9
- Der Ball des Comte d’Orgel. Roman. Übertr. von Gertrud von Holzhausen. Frankfurt a. M., Suhrkamp 1957. (Bibliothek Suhrkamp. 13.)